# 1780
Промислова революція •  Просвітництво • Глухівський період в історії Гетьманщини •  Російська імперія

## Геополітична ситуація
Османську імперію очолює султан Абдул-Гамід I (до 1789). Під владою османів перебувають Близький Схід та Єгипет, Середземноморське узбережжя Північної Африки, частина Закавказзя, значні території в Європі: Греція, Болгарія і Сербія. Васалами османів є Волощина та Молдова.
Священна Римська імперія охоплює, крім німецьких земель, Угорщину з Хорватією, Трансильванію, Богемію, Північну Італію, Австрійські Нідерланди. Її імператор — Йосиф II (до 1790). Королем Пруссії є Фрідріх II (до 1786).
У Франції королює Людовик XVI (до 1792). Франція має колонії в Північній Америці та Індії. В Іспанії править Карл III (до 1788). Королівству Іспанія належать південь Італії, Нова Іспанія, Нова Гранада та Віцекоролівство Перу, Внутрішні провінції та Віцекоролівство Ріо-де-ла-Плата в Америці, Філіппіни. У Португалії королюють Марія I (до 1816) та Педру III (до 1786). Португалія має володіння в Бразилії, в Африці, в Індії, в Індійському океані й Індонезії.
На троні Великої Британії сидить Георг III (до 1820). Британія має колонії в Північній Америці, на Карибах та в Індії. У Північноамериканських колоніях Британії триває війна за незалежність. Тринадцять колоній утворили Сполучені Штати Америки.
Північ Нідерландів займає Республіка Об'єднаних провінцій. Вона має колонії в Північній Америці, Індонезії, на Формозі та на Цейлоні. Король Данії та Норвегії — Кристіан VII (до 1808), на шведському троні сидить Густав III (до 1792). На Апеннінському півострові незалежні Венеціанська республіка та Папська область. Король Речі Посполитої — Станіслав Август Понятовський (до 1795). У Російській імперії править Катерина II (до 1796).
Україну розділено між трьома державами. Королівство Галичини та Володимирії належить Австрії. По Дніпру проходить кордон між Річчю Посполитою та Російською імперією. Лівобережна частина розділена на Малоросійську, Новоросійську та Слобідсько-Українську губернії. Задунайська Січ існує під протекторатом Османської імперії. Незалежне Кримське ханство, якому підвладна Ногайська орда.
В Ірані править династія Зандів.
Значними державами Індостану є Імперія Великих Моголів, Імперія Маратха. Зростає могутність Британської Ост-Індійської компанії. У Китаї править Династія Цін. У Японії триває період Едо.

## Події

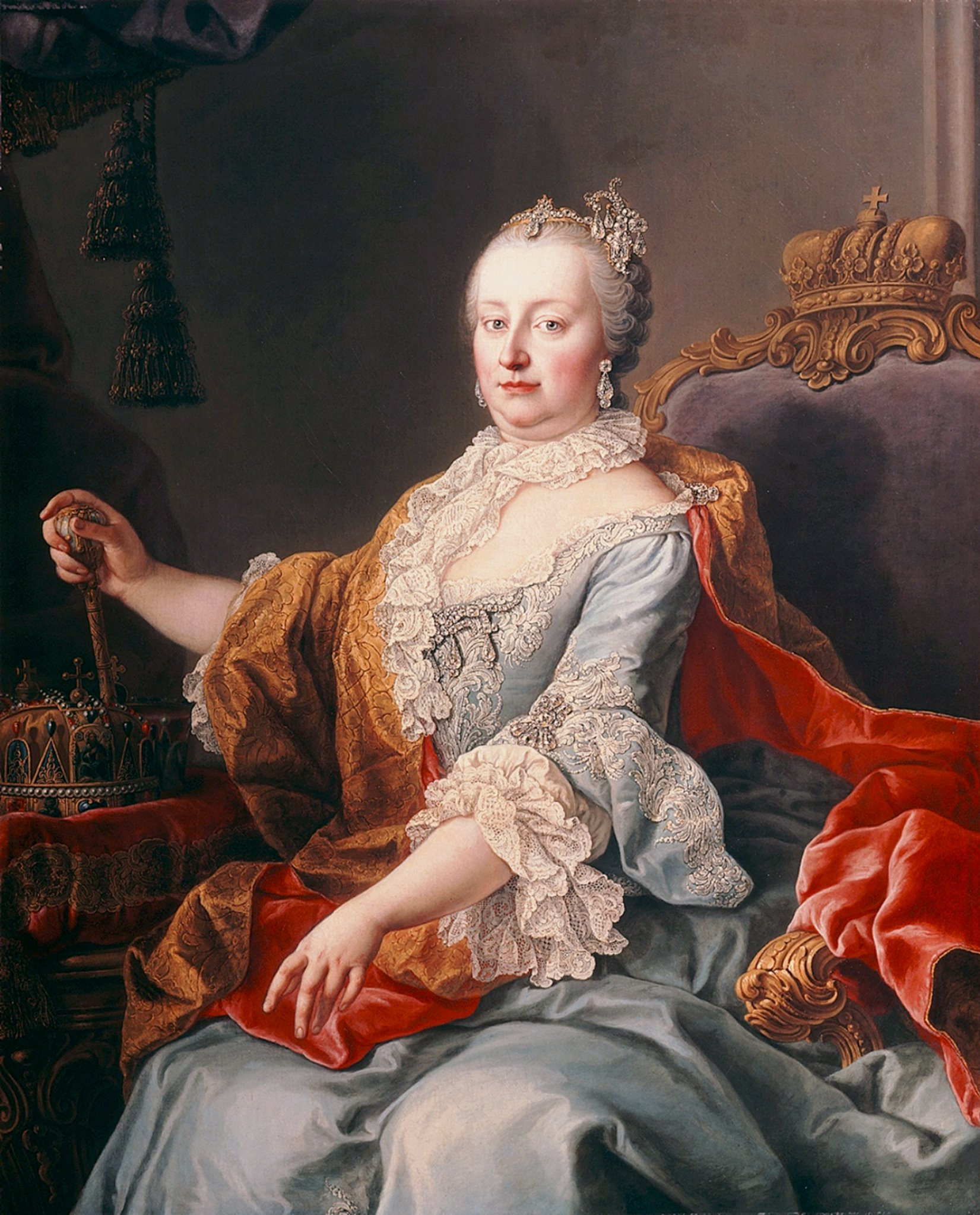
Імператриця Марія-Терезія Австрійська

### У світі
- Війна за незалежність США:
  - 16 січня відбулася «битва у місячному сяйві», під час якої британський флот розгромив іспанську ексадру.
  - 11 березня Росія, Швеція та Данія підписали пакт про озброєний нейтралітет[en] для захисту нейтральних суден від воюючих сторін.
  - 12 травня британці захопили Чарльстон.
- На початку червня в Лондоні сталися масові антикатолицькі заворушення, що отримали назву бунту лорда Гордона.
- Почалася друга англо-майсурська війна:
  - 10 вересня британці зазнали поразки у битві при Аркоті.
- У листопаді в іспанському Перу почалося повстання Тупака Амару II.
- 29 листопада померла імператриця Священної Римської імперії Марія-Терезія.
- 16 грудня імператором Японії став Кокаку.
- 20 грудня почалася Четверта англо-голландська війна.

### Засновані
- Вологодське намісництво
- Харківське намісництво
- Мюнстерський університет

### Зникли
- Архангелогородська губернія
- Синбірська провінція

### Наука та культура
- Карл Вільгельм Шеєле відкрив молочну кислоту, а також ідентифікував лактозу як цукор.
- Франсуа П'єр Амі Арганд винайшов Аргандову лампу.
- Медаль Коплі отримав Семюел Вінс за статтю про принципи поступального та обертового руху.
- 16 квітня відкрився Вестфальський університет імені Вільгельма.
- Ухвалено постанову Сейму Речі Посполитої про надання Бібліотеці Залуських права на отримання обов'язкового примірника всіх творів, що друкуються в країні.
- Затверджено національний гімн Данії «Kong Christian stod ved højen mast».

### Природні явища
- жовтень — Великий ураган 1780 року, що призвів до загибелі тисяч людей на островах Карибського моря

#### Астрономічні явища
- 4 травня. Кільцеподібне сонячне затемнення.[1]
- 27 жовтня. Повне сонячне затемнення.[1]

##### Чорний день
Непояснене явище «Чорний День» відбулося на території Північної Америки 19 травня 1780 року о 13:25 за місцевим часом, коли Сонце незрозуміло від чого потьм'яніло в той час, коли на території Англії Місяць (за 150 градусів від Сонця) мав вигляд «як кров»
- Біблія син.: Откр.6:12; Марко 13:24
- «Повний тлумачний словник Вебстера»
- Газета «Бостон Індепендент Кронікл» від 22.05.1780[джерело?]

## Народились
див. також Категорія:Народились 1780
- 1 червня — Карл фон Клаузевіц, прусський полководець
- 19 серпня — П'єр Жан де Беранже, французький поет-сатирик
- 29 серпня — Жан Огюст Домінік Енгр, французький живописець
- 25 грудня — Мері Сомервілль, британська дослідниця в галузях математики та астрономії

## Померли
див. також Категорія:Померли 1780
- 16 листопада — Василь Євдокимович Ададуров, російський учений і державний діяч (*1709).
- 29 листопада — Марія-Терезія, імператриця Австро-Угорщини